# ゲイリー・レーダー
ゲイリー・ユージン・レーダー（Gary Eugene Rader, 1944年1月14日 - 1973年11月）は、アメリカ合衆国の軍人、反戦運動家。ベトナム戦争の際、グリーン・ベレーの制服姿で徴兵カードを燃やし、その後の反戦運動に参加したことで知られる。

## 背景
1962年、18歳のゲイリー・レーダーは徴兵登録を行い、選抜徴兵局から徴兵カード(draft card)を受け取った。しかし彼はノースウェスタン大学に進学し、大学生として徴兵猶予の適用を受けた上で政治学を学んだ。大学卒業後の1965年半ば、選抜徴兵局では彼の分類を1A、すなわち「無期限の軍務に投入可能」へ移した。その後、彼は陸軍予備役に入隊し、「グリーン・ベレー」の通称で知られる陸軍特殊部隊群で訓練を受けた。グリーン・ベレーへの配属について、レーダーは「私は最高のものを見たかったのだ」(I wanted to see what the best was like.)と語っている。1966年、レーダーは雑誌『ランパーツ』に掲載された元グリーン・ベレー隊員ドナルド・ダンカン曹長の記事「全てが嘘だった！」(The whole thing was a lie!)を目にする。ダンカンはベトナム戦線に従軍した後、大尉への野戦昇進を断って陸軍を除隊した人物であった。この記事の中でダンカンは、「南ベトナム市民の大半が北ベトナムの政策に賛同しているか、サイゴン政権の政策に反対しているか、またはその両方である」と主張し、その上で「我々はベトナム人の要求や希望に共感したためにベトナムにいる」という当局の主張は嘘だったのだと書いている。ダンカンはアメリカがベトナムの紛争に関わるべきではないと考えており、「反共主義は民主主義のお粗末な代用品に過ぎない」とも述べている。そして、「ホー・ブランドの共産主義」が統一ベトナムにとって最良ではないとしながらも、アメリカは手を引いてベトナム自身にその結末を委ねるべきであるとしていた。
1966年9月、レーダーは現役編入の後にグリーン・ベレーの本部でもあるノースカロライナ州フォート・ブラッグへと送られた。後にレーダーが語ったところによれば、彼がフォート・ブラッグで出会ったベトナム帰りの将兵の多くがダンカンと同じような経験があったという。また、当時は多くの兵士が当局の命令に従いベトナムへ派遣される事を受け入れていたが、一方で少数ながら戦争に反対するグループも存在した。1967年1月中頃、レーダーは「陸軍に心底うんざり」したまま現役勤務を終えた。
なお、彼は陸軍予備役としての勤務以前にノースウェスタン大学にてケネス・ジャンダ(Kenneth Janda)と共にコンピュータ化された通知システムの開発を行なっている。1967年1月にはこのシステムが『a computerized system for automatically notifying social scientists of new journal articles』（新規論文の社会科学者向け自動式通知システム用コンピューター化システム）と題したレポートとして発表されている。

## 徴兵カードの焼却
1967年4月14日、レーダーはニューヨーク市で翌日行われる予定の大規模な反戦運動の話を耳にする。彼はコーネル大学に在学していた反戦学生のリーダーに連絡を取り、この運動に加わりたい旨を伝えた。そしてデモの当日、レーダーはニューヨーク市セントラル・パーク・シープ・メドーで徴兵カードの焼却に加わるべく友人らと集まっていた。この際、彼はグリーン・ベレーの制服を着用し、その上に黒いスキージャケットを着込んでいた。午前11時30分、周囲で60人ほどの人々が徴兵カードを燃やし始めると 、レーダーはジャケットを脱いで緑色のベレー帽を正しく被り、自らの徴兵カードに火を付けた。
多くの人々がこの日のデモに参加するか、または目撃していた。それは例えば反戦運動家アビー・ホフマンのほか、ニューヨーク市警察の警官隊、FBI捜査官、ニュース映画のカメラ、報道関係者、あるいは通行人などである。雑誌『タイム』ではこの日75枚の徴兵カードが焼かれたとしているが、参加者の1人だったマーティン・ジェザーは158枚が焼かれたとしている。
4月17日、レーダーは中隊長に退職願を郵送した。その数日後、レーダーはエバンストンの自宅にてFBI捜査官により逮捕された。彼はシカゴの拘置所に送られたが、翌日保釈された。彼は無許可で制服を着用したことについて、罰金10,000ドル、刑務所での懲役6ヶ月の処分が課された。シープ・メドーのデモに関して法的に裁かれたのはレーダーのみであった。ジェザーによれば、その他の参加者の元にもFBI捜査官が現れたが、起訴はされなかったのだという。4月28日にはレーダーの罪状認否が行われたが、これに抗議する為に7人の男性が徴兵カードを焼いた。
1967年5月、シープ・メドーでのデモを受け、アナキストの作家ポール・グッドマンは雑誌『The New York Review of Books』にて、徴兵カードの焼却に同情的な記事を書いた。また1967年9月には同誌でデモに関する記事がいくらか掲載されており、その中にはレーダー自身が抗議の動機として語った文章も含まれていた。この記事によれば、彼は人々の注目を集めるべく「徴兵カードの焼却」を理由に軍法会議で裁かれることを期待していたが、それが叶わなかったのだと語っている。

## シカゴでの徴兵拒否デモ
その後、レーダーは徴兵および対ベトナム軍事介入への反対運動に身を投じた。新左翼派の雑誌『Liberation』のインタビューでは、「我々はもはや単なる反戦抗議活動に興味はない。我々はそれを止めねばならないのだ」と語っている。1967年9月、反戦運動家デイヴィッド・F・グリーンバーグ（David F. Greenberg）と共にシカゴ地区徴兵抗議会（Chicago Area Draft Resisters, CADRE）を設立する。1967年10月21日には、反戦団体「ベトナム戦争終結に向けた全米動員委員会」（The Mobe）と共同してペンタゴンへのデモ行進の開催に関与した。このデモ行進の際、レーダーはアビー・ホフマン（Abbie Hoffman）、デイヴィッド・デリンジャー、ジェリー・ルービン、ウィリアム・フランシス・ペッパー、民主社会主義学生同盟（SDS）のカール・デイヴィッドソン（Carl Davidson）、The Mobeのロバート・グリーンブラット教授（Robert Greenblatt）、人種平等会議のリンカーン・リンチ（Lincoln Lynch）、平和のための婦人運動（WSP）のエイミー・スワードロウ（Amy Swerdlow）など、多くの左派活動家と関係を持った。ペンタゴン前ではレーダー自身もスピーチを行い、作家ノーマン・メイラーはこれを「皆に最高の一時を与えた」と高く評価している。その後、レーダーは他の抗議者らと共に逮捕された。収監中には刑務所内でのハンガー・ストライキに参加し、刑務官から栄養点滴を施されている。
レーダーは手紙やマスコミからの取材を通じてCADREへの支援を訴えていた。1967年12月、レーダーはラジオ局WAMUからインタビューを受け、同局のベトナム戦争特集番組で放送された。この番組は2部構成で、第1部ではウィリアム・ウェストモーランド将軍へのインタビューが、第2部ではレーダーへのインタビューが流された。学生非暴力調整委員会の出版物『The Movement』にもCADREへの出資を求める広告を掲載させている。また、WSPに対しては徴兵拒否者の保釈の為の寄付や法的支援を求める手紙を書いている。
CADREでは他紙の転載も含めた多数の関連記事を印刷物として配布したほか、シカゴ都市圏の若者を対象としたパンフレットも作成している。また徴兵拒否者の保釈を支援する為の基金を設立し、関連した裁判に精通する弁護士の紹介も行っていた。1968年2月、レーダーはニューヨークに移るが、その後も反戦運動を続けた。1968年3月、CADREはシカゴにおける抗議活動を支援した。1968年の民主党全国大会では、CADREは会場外での抗議活動に参加している。リチャード・ニクソン大統領が徴兵廃止を決定した1973年頃からCADREは勢いを失い、1974年または1975年には解散した。
CADREの共同設立者だったグリーンバーグはThe Mobeにもメンバーとして名を連ねており、1967年にはCADREの為に『Vietnam and the draft』と題したモノグラフを発表している。彼は後に高エネルギー物理学の分野で博士号（Ph.D.）を取得した。その後はニューヨーク大学の社会学教授として教鞭を執りつつ、複数の書籍を発表している。1973年11月、レーダーはボストン精神病院にて自殺した。グリーンバーグは1993年に出版された著書の中で、同書をペトラ・ケリー（ドイツ緑の党創設者、1992年没）、フェイ・ステンダー（人権活動家、1980年没）、そしてレーダーに捧ぐと書いた。